# Petrichus cinereus
Petrichus cinereus är en spindelart som beskrevs av Albert Tullgren 1901. Petrichus cinereus ingår i släktet Petrichus och familjen snabblöparspindlar. Inga underarter finns listade i Catalogue of Life.